# Черетянка (Гомельский район)
Черетянка (бел. Чараця́нка) — агрогородок в Гомельском районе Гомельской области Республики Беларусь. Административный центр Черетянского сельсовета.

## География
В 53 км на юго-восток от Гомеля и в 7 км от железнодорожной станции Кравцовка на линии Гомель-Чернигов.

## Транспортная система
Транспортная связь по просёлочной, а затем по автомобильной дороге Тереховка — Марковичи. В деревне 193 жилых дома (2004 год). Планировка состоит из длинной, с направленностью с юго-востока на северо-запад, улицы и параллельных ей на 2-х коротких улиц. Застройка деревянными домами усадебного типа. В 1987 году построены 50 кирпичных домов, в которые были переселены жители с загрязнённых после катастрофы на Чернобыльской АЭС территорий.

### Улицы
- 70 лет Октября
- Интернациональная
- Лесная
- Минская
- Победы
- Трудовая
- Симоновича
- Садовая

## История
Археологами в 2 км на юг в урочище Мошки обнаружено городище: круглая площадка диаметром 50 метров усилена кольцеобразным валом высотой 2,5 метра известна с 1873 года в 1910 году обследовал Романов Евдоким Романович, в 1976 году археолог Богомольников. Раскопки не проводились. А также 2-е городище с местным названием Городец в 0,8-1 км на юг от деревни справа от проселочной дороги в деревню Глыбоцкое, что служит доказательством заселения этих мест с давних времён.
Согласно письменных источников деревня известна с XIX века как деревня во владении Станислава Солтана-Пересвята. В 1848 году построена деревянная церковь. С 1865 года действовало народное училище (в 1889 году училось 57 мальчиков и 8 девочек). В 1868 году вместо старой деревянной, построена кирпичная Успенская церковь которой принадлежало 39 десятин земли. В 1897 году хлебозапасный магазин, лавка. В 1909 году в Марковичской волости Гомельского уезда Могилёвской губернии. В 1912 году создано потребительское товарищество.
С 8 декабря 1926 года центр Черетянского сельсовета Носовичского, с 4 августа 1927 года Тереховского районов Гомельского (до 26 июля 1930 года) округа, с 20 февраля 1938 года Гомельской области.
В 1930 году организован колхоз «Октябрь». Работали, ветряная мельница, кузница, шерстечёска.
Во время Великой Отечественной войны оккупанты частично сожгли деревню и убили 26 жителей. На фронтах и в партизанской борьбе погибли 122 жителя деревни. Деревня была освобождена 27 сентября 1943 года. В память о погибших в 1977 году возле клуба установлены пилон и доски с именами погибших.
В 1959 году центр колхоза «За Родину», в который входил также посёлок Чаплин. Размещены 9-летняя школа, Дом культуры, библиотека, швейная мастерская, фельдшерско-акушерский пункт, детский сад, отделение связи, столовая, кафе, 2 магазина, баня. В 1987 году построено новое, кирпичное здание школы.

## Население

### Численность
- 2004 год — 193 двора, 559 жителей

### Динамика
- 1882 год — 87 дворов, 436 жителей
- 1897 год — 114 дворов, 614 жителей (согласно переписи)
- 1909 год — 703 жителя
- 1959 год — 438 жителей (согласно переписи)
- 2004 год — 193 двора, 559 жителей

## Культура
- Дом культуры
- Исторический музей ГУО "Черетянский ясли-сад—средняя школа" (1998)

## Достопримечательность
- Храм Успения Пресвятой Богородицы (1865–1868 гг.) —  Историко-культурная ценность Республики Беларусь, шифр 313Г000226.
- Городище периода раннего железного века (V век до н.э. – V век н.э.).
- Братская могила (1943 г.) —  Историко-культурная ценность Республики Беларусь, шифр 313Г000226.